# تربة طينية
التربة الطينية هي تربة تتكون من أجزاء دقيقة جداً، لذلك تسمى التربة الثقيلة، لأنها صعبة العزق أو النكش. قد تكون هذه التربة خصبة جداً في بعض الأحيان إلا أنها تفتقر دائماً إلى الصرف الجيد (أي يصعب تسرّب الماء والهواء في مساماتها). لذلك إذا كانت التربة رطبة فستتكتّل وتتحد وتمنع بدورها دخول الهواء فيها. وإذا كانت جافة فستتشقّق وتُحدث شقوقاً كبيرة من جراء تماسك وغروية حبيباتها وبالتالي سيصعب التعامل معها. يمكن تخفيف ثقل هذه التربة وتحسين جودتها من خلال إضافة مادة الدُبال إليها. ومادة الدبال عبارة عن مواد عضوية متحلّلة. لذلك يمكن اعتبار زبل (روث) الحيوانات، وأوراق الأشجار، ومخلّفات الحديقة، وبعض المواد العضوية الأخرى هي التي يتكوّن منها الدبال. تُضاف هذه المواد عادة وتُفلح مع التربة حتى تنطمر وتتعفّن ببطء لتصبح ما يسمى بالدُّبال. تكون هذه التربة عادة عرضة لانضغاط التربة بسبب صغر حبيباتها ومحتواها العالي من الرطوبة.